# Uromyces hobsonii
Uromyces hobsonii är en svampart som beskrevs av Vize 1876. Uromyces hobsonii ingår i släktet Uromyces och familjen Pucciniaceae.   Inga underarter finns listade i Catalogue of Life.